# Вільям Клотіє (тенісист)
Вільям Клотіє (англ. William Clothier; 27 вересня 1881 — 4 вересня 1962) — американський тенісист.
Найвищу одиночну позицію світового рейтингу — 4 місце досяг 1906 року (за даними ITHF).
Перемагав на турнірах Великого шолома в одиночному розряді.

## Фінали турнірів Великого шолома

### Одиночний розряд (1–2)
| Результат | Рік  | Турнір                     | Покриття | Суперник     | Рахунок                 |
| --------- | ---- | -------------------------- | -------- | ------------ | ----------------------- |
| Перемога  | 1906 | Національний чемпіонат США | Трава    | Білс Райт    | 6–3, 6–0, 6–4           |
| Поразка   | 1907 | Національний чемпіонат США | Трава    | Вільям Ларнд | w/o                     |
| Поразка   | 1909 | Національний чемпіонат США | Трава    | Вільям Ларнд | 1–6, 2–6, 7–5, 6–1, 1–6 |

### Мікст: (1 поразка)
| Результат | Рік  | Турнір                     | Покриття | Партнер       | Суперники                        | Рахунок        |
| --------- | ---- | -------------------------- | -------- | ------------- | -------------------------------- | -------------- |
| Поразка   | 1912 | Національний чемпіонат США | Трава    | Елеонора Сірс | Мері Браун Річард Норріс Вільямс | 4–6, 6–2, 9–11 |